# Stuart P. Sherman
Stuart Pratt Sherman (født 1. oktober 1881 i Iowa, død 21. august 1927) var en nordamerikansk litteraturhistoriker.
Sherman studerede ved Williams College og siden ved Harvard. Han tog doktorgraden i 1906 og var professor ved Universitetet i Illinois 1911—1924. Sherman var medarbejder ved og redaktør af The Cambridge History of American Literature samt litterær redaktør af New York Herald Tribune fra 1924 til sin død. Han interesserede sig meget for den moderne litteratur, hvad hans bekendteste bog On Contemporary Literature (1917) viser. Sherman har indlagt sig fortjeneste ved at udgive American Prose Masters (1923) og Men of Letters of the British Isles (1927). Af andre værker må nævnes: The Significance of Sinclair Lewis (1922), Points of View (1924) og Critical Woodcuts (1926).